# Gresin
Gresin korábbi község (település) Franciaországban, Savoie megyében. 2019. január 1-jén Saint-Genix-sur-Guiers és Saint-Maurice-de-Rotherens községgel egyesült és Saint-Genix-les-Villages új község része lett.
Lakosainak száma 351 fő (2018. január 1.). Gresin Champagneux, Rochefort, Saint-Genix-sur-Guiers, Sainte-Marie-d’Alvey és Saint-Maurice-de-Rotherens községekkel határos.

## Népesség
A település népességének változása:
| Lakosok száma | 368  | 387  | 382  | 363  | 351  |
|               | 2013 | 2015 | 2016 | 2017 | 2018 |